# Brighton Ngoma
Brighton Ngoma es un actor sudafricano. Es más conocido por su actuación en la serie de televisión ¡Scandal!.

## Biografía
Ngoma nació en 1985 en Bushbuckridge, Mpumalanga, Sudáfrica y tiene herencia xhosa y suiza. Su padre era médico y su madre, enfermera. Ngoma tiene un hermano menor de parte materna. En 2002, cuando tenía 17 años, su madre falleció. Posteriormente, otra familia acogió a su hermanor.

## Carrera profesional
Comenzó su carrera como director de escena independiente. Luego comenzó a actuar en la popular serie de televisión Scandal como extra destacado. Después de que el director vio su capacidad de actuación, fue ascendido a actor de apoyo. Meses después, fue ascendido para tener un papel principal del personaje 'Quinton Nyathi'. Scandal se convirtió en una de las telenovelas más vistas en Sudáfrica, transmitida en toda África a través eAfrica, e.tv Botswana y e.tv Ghana.

## Filmografía
| Año  | Título         | Papel          |
| ---- | -------------- | -------------- |
| 2008 | ¡Scandal!      | Quinton Nyathi |
| 2021 | UBettina Wethu | T-bang         |

## Vida personal
Tiene una afección de la piel llamada vitiligo, que hace que la piel pierda pigmentación.
Está casado con la también actriz Tshepi Masheg. Su primer hijo, Leano, nació en enero de 2017.